# Естерцили
Естерцили (итал. Esterzili) је насеље у Италији у округу Каљари, региону Сардинија.
Према процени из 2011. у насељу је живело 716 становника. Насеље се налази на надморској висини од 710 м.

## Становништво
| 1936. | 1951. | 1961. | 1971. | 1981. | 1991. | 2001. | 2011. |
| ----- | ----- | ----- | ----- | ----- | ----- | ----- | ----- |
| 1.284 | 1.445 | 1.641 | 1.390 | 1.235 | 950   | 844   | 721   |